# Saskatoon Westmount (circonscription saskatchewanaise)
Pour les articles homonymes, voir Saskatoon (homonymie) et Westmount (homonymie).
Circonscription électorale provinciale du Canada
Saskatoon Westmount est une ancienne circonscription électorale provinciale de la Saskatchewan au Canada. Elle est représentée à l'Assemblée législative de la Saskatchewan de 1975 à 1995.

## Liste des députés
| Parlement                                                                 | Années                                           | Député                                           | Député                                           | Parti                                            |
| Saskatoon Westmount                                                       | Saskatoon Westmount                              | Saskatoon Westmount                              | Saskatoon Westmount                              | Saskatoon Westmount                              |
| Nouvelle circonscription, voir Saskatoon Mayfair                          | Nouvelle circonscription, voir Saskatoon Mayfair | Nouvelle circonscription, voir Saskatoon Mayfair | Nouvelle circonscription, voir Saskatoon Mayfair | Nouvelle circonscription, voir Saskatoon Mayfair |
| ------------------------------------------------------------------------- | ------------------------------------------------ | ------------------------------------------------ | ------------------------------------------------ | ------------------------------------------------ |
| 18e                                                                       | 1975–1978                                        |                                                  | John Edward Brockelbank                          | Néo-démocrate                                    |
| 19e                                                                       | 1978–1982                                        |                                                  | John Edward Brockelbank                          | Néo-démocrate                                    |
| 20e                                                                       | 1982–1986                                        |                                                  | Gay White Caswell                                | Progressiste-conservateur                        |
| 21e                                                                       | 1986–1991                                        |                                                  | John Edward Brockelbank                          | Néo-démocrate                                    |
| 22e                                                                       | 1991–1995                                        | Janice MacKinnon                                 |                                                  | Néo-démocrate                                    |
| Circonscription dissoute dans Saskatoon Idylwyld et Saskatoon Mount Royal |                                                  |                                                  |                                                  |                                                  |